# Походенко, Виталий Дмитриевич
Виталий Дмитриевич Походенко (укр. Віталій Дмитрович Походенко; 9 января 1936, Лисичанск, Сталинская область — 6 марта 2025) — советский и украинский химик, академик и вице-президент НАН Украины, иностранный член Российской академии наук (8 марта 2022 года подал заявление о выходе из состава иностранных членов РАН), профессор, доктор химических наук, почетный директор и главный научный сотрудник Института физической химии имени Писаржевского НАН Украины.

## Биография
Родился 9 января 1936 года в Лисичанске (ныне Луганская область, Украина). Окончил химический факультет КГУ имени Т. Г. Шевченко (1958). После окончания аспирантуры Института физической химии имени Писаржевского АН УССР (1962) работал в этом институте сначала младшим научным сотрудником (1962—1966 годы), с 1966 по 1970 год — старший научный сотрудник. В 1970—2008 годах— заведующий отделом свободных радикалов. 1971—1978 — заместитель директора Института физической химии им. Писаржевского по научной работе. В 1982—2008 года — директор этого института и заведующий отделом свободных радикалов. С 2008 — почётный директор главный научный сотрудник Института физической химии имени Писаржевского НАН Украины. 1988—1998 годы — академик-секретарь Отделения химии и химической технологии АН УССР (отделение химии НАН Украины). С 1998 — вице-президент НАН Украины.
Скончался 6 марта 2025 года в возрасте 89 лет.

## Награды и премии
- орден князя Ярослава Мудрого III (2021), IV (2008) и V (2003) степеней.
- премия Ленинского комсомола (1970) — за исследование свойств и химических превращений экранированных фенолов и феноксильных радикалов.
- медаль Вернадского (2021).